# STROBE NOTE
STROBE NOTE（ストロボノート）は、日本の音楽ユニット。

## 結成
2015年10月にシンガーソングライター、声優、役者とマルチな活動をしている吉田茉央と、作曲家、編曲家、ベースとして数々の有名アーティストに楽曲提供をする菅谷豊によって結成。

## 概要
可愛いだけではない、感情的な吉田茉央のボーカル。尖っていて、衝動的な菅谷豊のサウンド。
ROCK＆ELECTRO＆EMOTIONAL＆FANTASTICなどをキーワードに自由な音楽を作る。

## ディスコグラフィ
1. STROBE NOTE
  1. Colorfu
    - 作詞：吉田茉央、作曲、編曲、All Instruments：菅谷豊

  2. 百日紅
    - 作詞：吉田茉央、作曲、編曲、All Instruments：菅谷豊

  3. ego